# Tjålmejaure
Tjålmejaure este o arie protejată (arie de protecție specială avifaunistică — SPA) din Suedia întinsă pe o suprafață de 21.601,9 ha, integral pe uscat.

## Localizare
Centrul sitului Tjålmejaure este situat la coordonatele 66°14′48″N 16°17′57″E / 66.2468°N 16.2993°E.

## Înființare
Situl Tjålmejaure a fost declarat arie de protecție specială avifaunistică în iunie 2001 pentru a proteja 11 specii de animale.

## Biodiversitate
Situată în ecoregiunea alpină, aria protejată nu include niciun habitat protejat.
La baza desemnării sitului se află mai multe specii protejate de  păsări (11): ciuf de câmp (Asio flammeus), erete vânăt (Circus cyaneus), șoim de iarnă (Falco columbarius), Gallinago media, cufundar polar (Gavia arctica), gușă albastră (Luscinia svecica), notatița cu ciocul subțire (Phalaropus lobatus), bătăuș (Philomachus pugnax), ploier auriu (Pluvialis apricaria), Sterna paradisaea, fluierar de mlaștină (Tringa glareola).